# أبو مطرقة
أبو مطرقة هو سمك من فصيلة Sphyrnidae ومن رتبة القروش. تضم الفصيلة جنسين تحويان ما مجموعه تسعة أنواع من القروش ذات المطرقة. وسمي بأبي مطرقة لأن رأسه يشبه مطرقة والذي يعطي له مجال للرؤية أفضل. سميت من قبل عالم الحيوان الأمريكي ثيودور نيكولاس غيل (1837-1914).

## قائمة الأجناس والأنواع
وفقًا لقاعدة الأسماك والنظام المتكامل للمعلومات التصنيفية:
- الجنس: (Eusphyra) نيكولاس جيل،1862 — قرش المطرقة الشراعي
- الجنس: (Sphyrna) رافينسك ،1810 —قرش المطرقة من جنس Sphyrna

## التغذية
يتغذى قرش المطرقة الأسماك ورأسيات القدم والقشريات، تتميز أسماك القرش الأصغر حجماً بأسنان أكثر تسطيحاً وتتغذى على سرطان البحر والروبيان والأسماك المدفونة في الرمال. تمتلك أسماك القرش الكبيرة ذات الرأس الكبير أسنانًا كبيرة تشبه النصل وتتغذى على الأسماك الكبيرة والحبار وأسماك القرش الصغيرة والراي اللاسع.

## معرض الصور

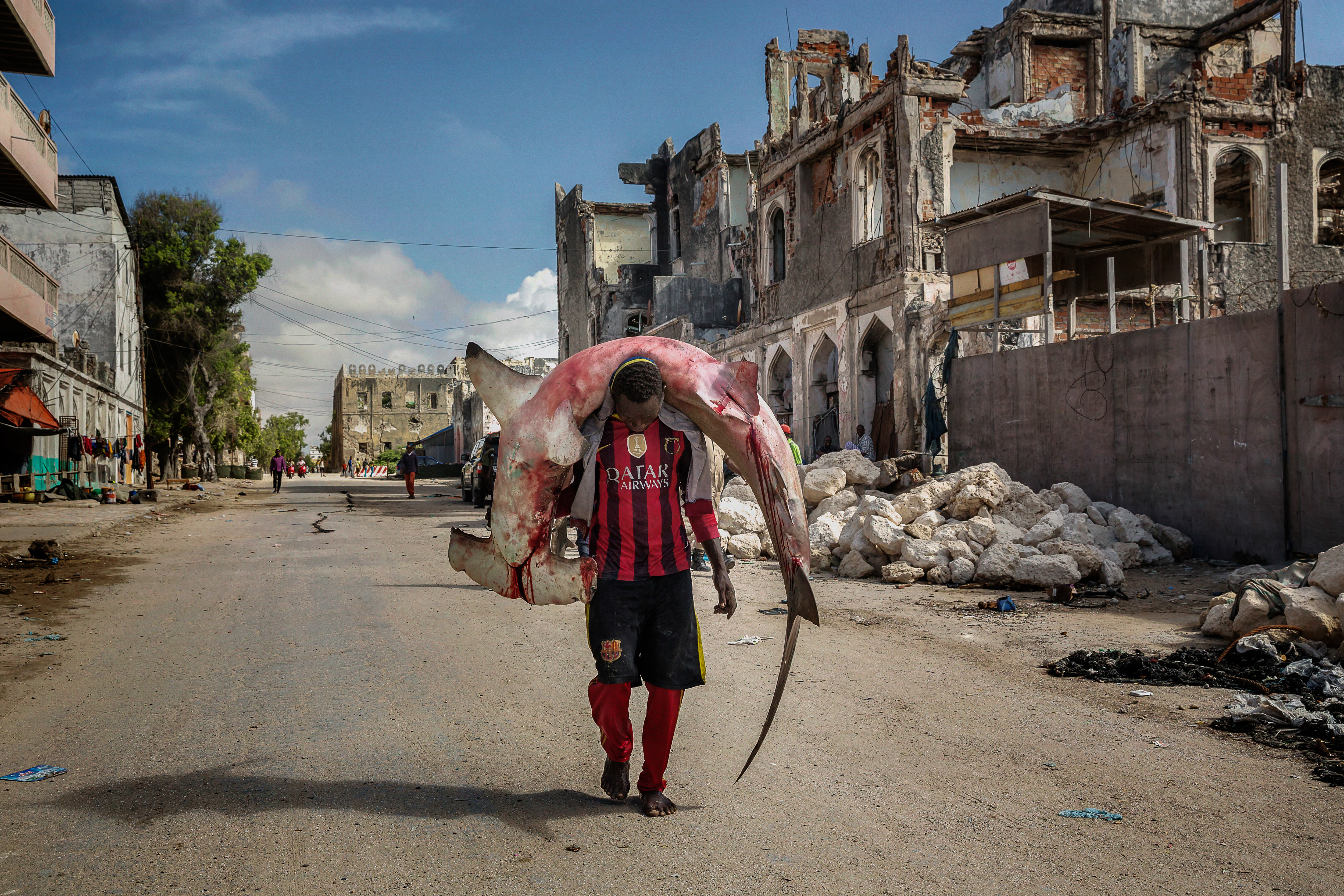
رجلٌ يحمل فردًا ضخمًا من القرش المطرقة عبر شوارع مقديشو في الصومال